# Jaroslawiw Wal
Der Jaroslawiw Wal (russisch Ярославов Вал Jaroslawow Wal, ukrainisch Ярославів Вал, dabei steht Jaroslawow/Jaroslawiw für Jaroslaws und Wal für Wall, Mauer, also wörtlich der Wall Jaroslaws) ist eine Straße in der ukrainischen Hauptstadt Kiew, die von der Wladimirskaja-Straße zum Lwower Platz führt. Die Mitte des 19. Jahrhunderts entstandene Straße wurde mehrfach umbenannt. Ihren jetzigen Namen erhielt sie von der ursprünglich hier verlaufenden Stadtbefestigung der Stadt Jaroslaws. In der Straße befinden sich einige Botschaftsgebäude, die Kiewer Theaterhochschule und das Ukrainische Zentrum kultureller Errungenschaften (ehemals Ukrainisches Zentrum für Volkskunst).

## Geschichte
In der vormongolischen Zeit verlief hier die Mauer der Befestigung der von Fürst Jaroslaw dem Weisen erbauten Kernstadt. Wenn zu diesem Zeitpunkt unterhalb der Mauer ein Weg verlief, blieb dieser zunächst namenlos. In den 1830er bis 1850er Jahren wurden die alten Kiewer Befestigungsanlagen geschleift, da sie militärisch bedeutungslos geworden waren und die Entwicklung der Stadt behinderten. In diesem Zusammenhang wurde die Anlage einer Straße 1832 erstmals geplant. 1833 begann der Abbau der Befestigungen an dieser Stelle, und 1855 war die Straße erstmalig auf einem Stadtplan verzeichnet. Im 19. und frühen 20. Jahrhundert wurden für die Straße mehrere Namen benutzt: Podwalna-Straße (Unter der Mauer), Welikaja Podwalna Straße (große Straße unter der Mauer) und Jaroslawow Wal. Offiziell hieß die Straße ab 1869 Jaroslawow Wal, die anderen Namen blieben jedoch noch lange Zeit gebräuchlich. 1923 wurde die Straße zu Ehren von Christian Rakowski in Rakowski-Straße umbenannt, jedoch schon fünf Jahre später erhielt sie zu Ehren des sowjetischen Militärführers Kliment Woroschilow einen neuen Namen. Während der deutschen Besatzung hieß sie 1942–43 Welyka Pidwalna, um 1944 wieder den Namen Woroschilows zu tragen. 1952 wurde sie nach dem ehemaligen Befehlshaber der Dnepr-FlottileAndrei Polupanow benannt, um 1962 wieder in Welikaja Podwalna umbenannt zu werden. Ihren derzeitigen Namen trägt sie seit 1976.

## Bebauung
Von der ursprünglichen Bebauung aus den 1820er und 1830er Jahren sind keine Gebäude mehr erhalten. Älteste erhalten gebliebene Gebäude in der Straße sind das Haus Nr. 5 und das Haus Nr. 27, beide in den 1860/70er Jahren erbaut. Bei letzteren handelt es sich trotz seines verfallenen Zustandes um ein Denkmal lokaler architektonischer Bedeutung. Das Haus mit der Nummer 23 wurde 1859–1861 erbaut und 1980 abgerissen, lediglich ein Seitenflügel blieb erhalten. Dabei handelte es sich um ein einstöckiges Holzhaus auf einem gemauerten Keller, das 1884 eine gemauerte Fassade erhielt. Das dem Generalmajor Bogusch gehörende Haus war ursprünglich Teil eines größeren Anwesens, das die Grundstücke Jaroslawow Wal 21–25 und die Gontscharow-Straße 28 umfasste. Es verfügte über 12 stuckverzierte Zimmer, ein Gewächshaus, Kachelöfen und einen Kamin.

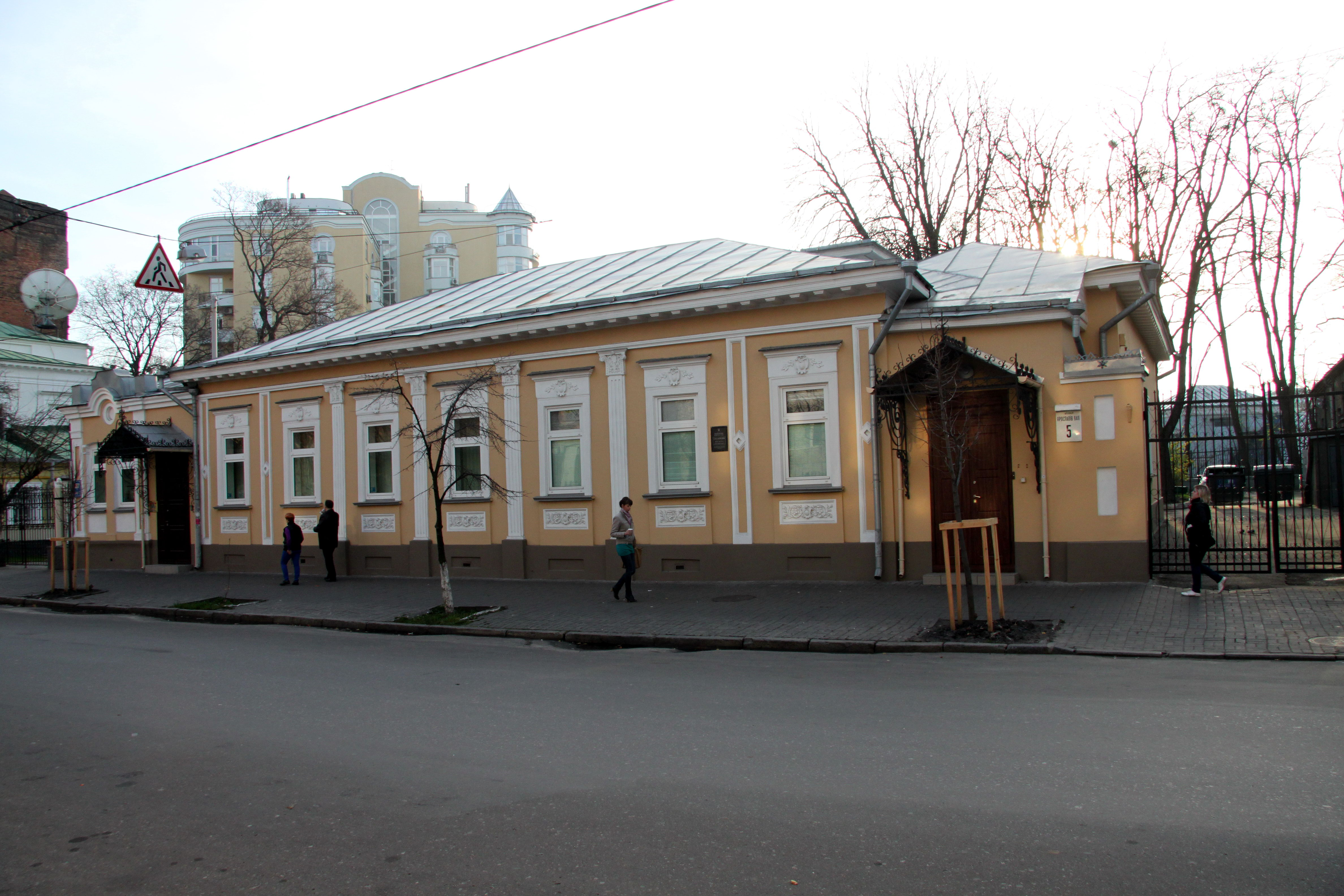
Nr. 5
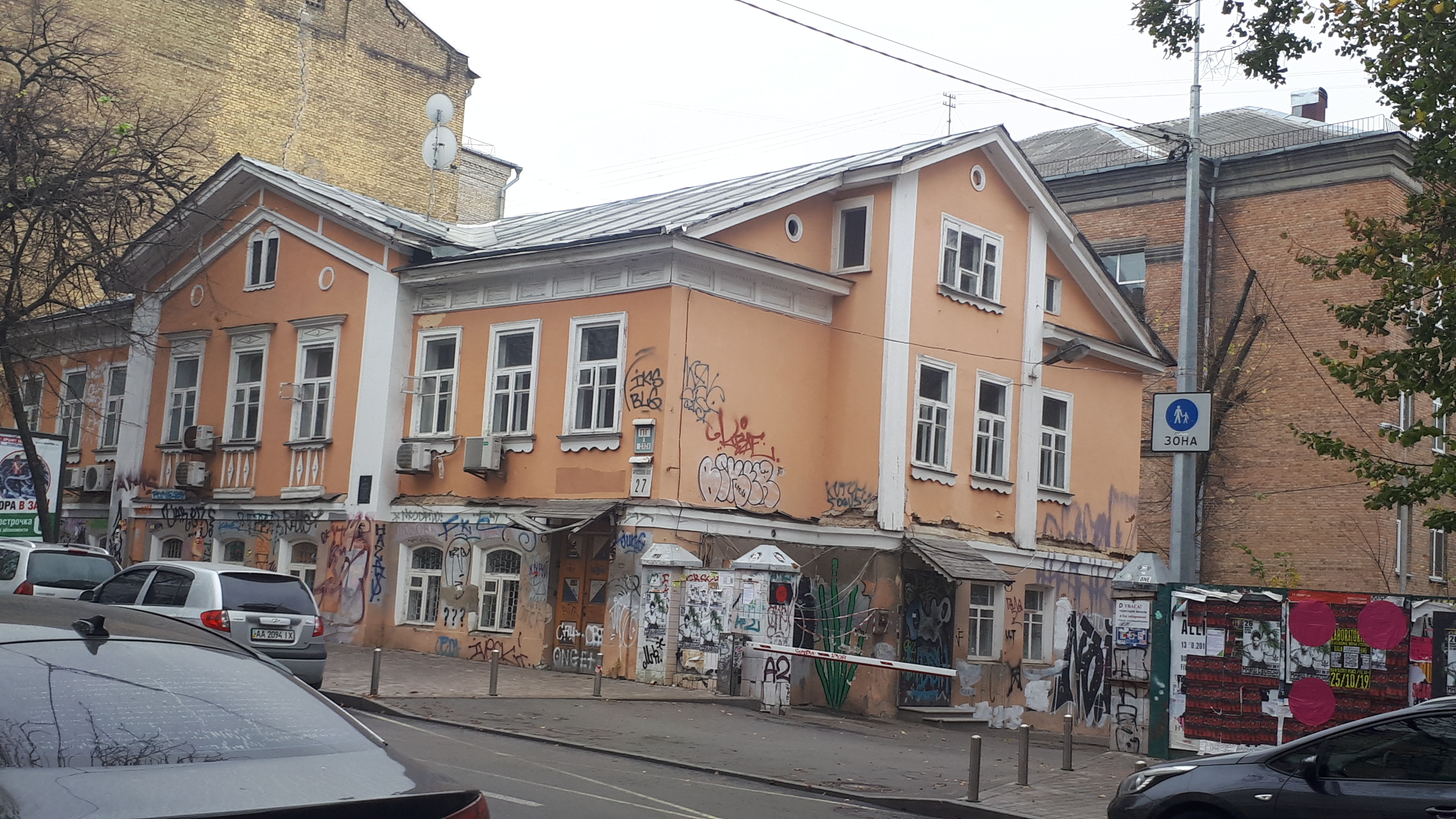
Nr. 27
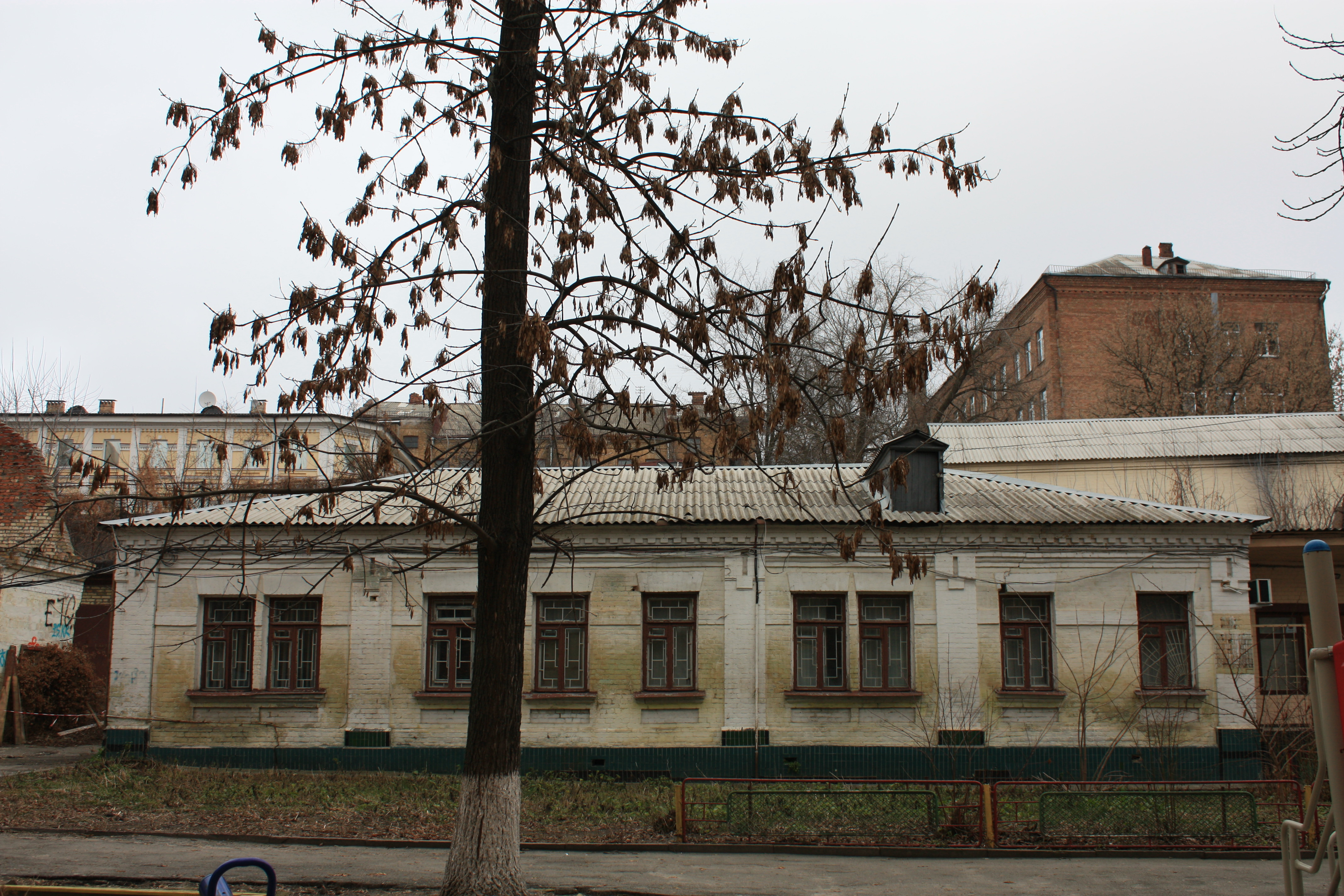
Erhalten gebliebener Seitenflügel des Hauses Nr. 23

Der größte Teil der Häuser stammt aus der zweiten Hälfte des 19. und dem ersten Drittel des 20. Jahrhunderts, als sich die Straße zu einer bevorzugten Wohngegend des Kiewer Bürgertums entwickelte. Die Häuser auf der linken Seite der Straße stammen meist aus dem 19. Jahrhundert, die auf der rechten Seite aus dem 20. Jahrhundert. Einige Baulücken wurden in der zweiten Hälfte des 20. Jahrhunderts mit Gebäuden der Moderne geschlossen. Die Mehrzahl der Häuser in der Straße steht unter Denkmalschutz.
Von der kulturellen und historischen Bedeutung der Gebäude und ihrer Bewohner zeugen zahlreiche Gedenktafeln. Die ukrainische Nationaldichterin Lessja Ukrainka verbrachte im Haus Nr. 32 1907 ihre Flitterwochen. Der Luftfahrpionier Igor Sikorski baute im Haus seiner Eltern (Nr. 15-b) 1903 seinen ersten flugfähigen Hubschrauber; bis 1911 entstanden hier die Starrflügler S-1 bis S-6. In der 49. Grundschule, gelegen im Hinterhof der Nr. 27, gab Wladimir Wyssozki 1973 ein Konzert.
Im Haus Nr. 15 befand sich während des Deutsch-Sowjetischen Krieges der Stab des Kiewer Korps der Luftverteidigung, im Haus Nr. 18 1944/45 der Stab der ukrainischen Partisanenbewegung. Im Haus Nr. 36 fand 1918 die Gründungsversammlung der Ukrainischen Akademie der Wissenschaften statt.

### Bemerkenswerte Gebäude
(Quelle: )

#### Ungerade Nummern
- Nr. 1: Haus Podgorskij, 1896–1898, Stadthaus eines Gutsbesitzers mit Stilelementen der Neogotik, Neorenaissance und des Jugendstils, denkmalsgeschützt seit 1986[10]
- Nr. 3: Villa Schteingel. 1858, erbaut von Fjodor Golowanow, Residenz des indischen Botschafters, denkmalsgeschützt seit 2011[10]
- Nr. 5 Wohngebäude, 1859,  Wohnsitz der  Ärzte Wassili Obraszow und Nikolai Straschesko, denkmalsgeschützt seit 1998[10]
- Nr. 7: ehemalige karäische Kenesa, 1898–1902, Entwurf von Wladislaw Wladislawowitsch Gorodezki, 1981–2010 Haus der Schauspieler, denkmalsgeschützt seit 1982[10]
- Nr. 13/2-B: Villa, 1910/15, Wohnsitz des Arztes Feofil Gawrilowitsch Janowskij, denkmalsgeschützt seit 1972[10]
- Nr. 15-A: Wohnhaus, 1972, Wohnsitz von Wiktor Gluschkow, denkmalsgeschützt seit 1987[10]
- Nr. 15-B: Wohnhaus, 1889–1912, Wohnsitz von Iwan Sikorskij und seines Sohnes Igor Sikorski, denkmalsgeschützt seit 1998[10]
- Nr. 19/31: 1937, ehemaliges Gebäude des Volkskommissariats für Binnenhandel der Ukrainischen SSR, denkmalsgeschützt seit 2011[10]
- Nr. 21/20: 1906, Mietshaus, Wohnsitz von Wladimir Nikolajew und Nikolai Krassowskij, denkmalsgeschützt seit 2011[10]
- Nr. 25: 1899–1900, Kiewer Kunstschule für Kinder Nr. 2, ehemaliges Wladimir-Naumenko-Gymnasium, Schule von Maxim Fadejewitsch Rylskij, denkmalsgeschützt seit 1984[10]
- Nr. 27: 1860–1877, Haus mit Bäckereien, 1860–70er Jahre, im hinteren Teil des Grundstücks befindet sich die nach einem sowjetischen Typenprojekt erbaute Sekundarschule Nr. 49
- Nr. 31: Kanadische Botschaft in der Ukraine

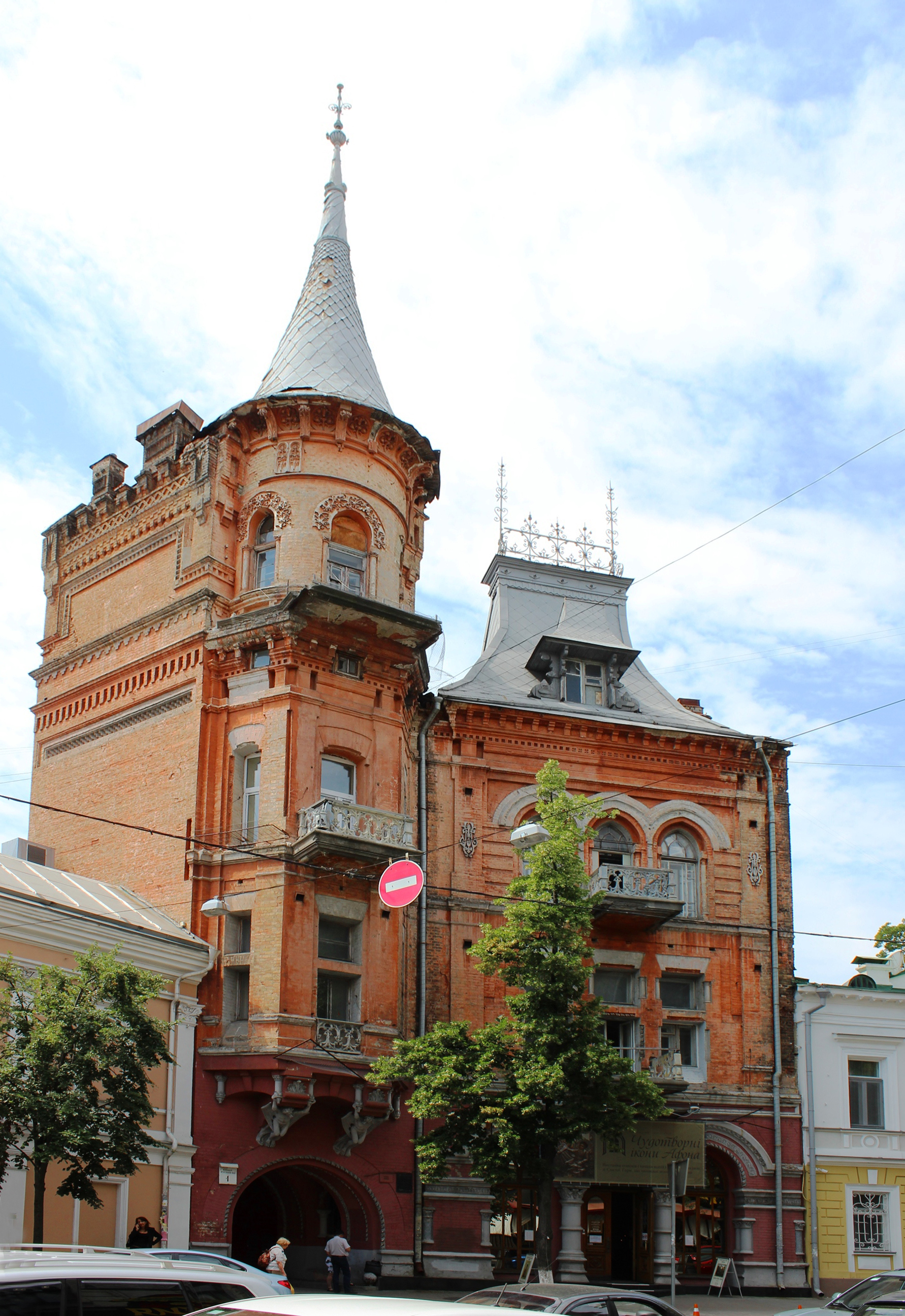
Nr. 1
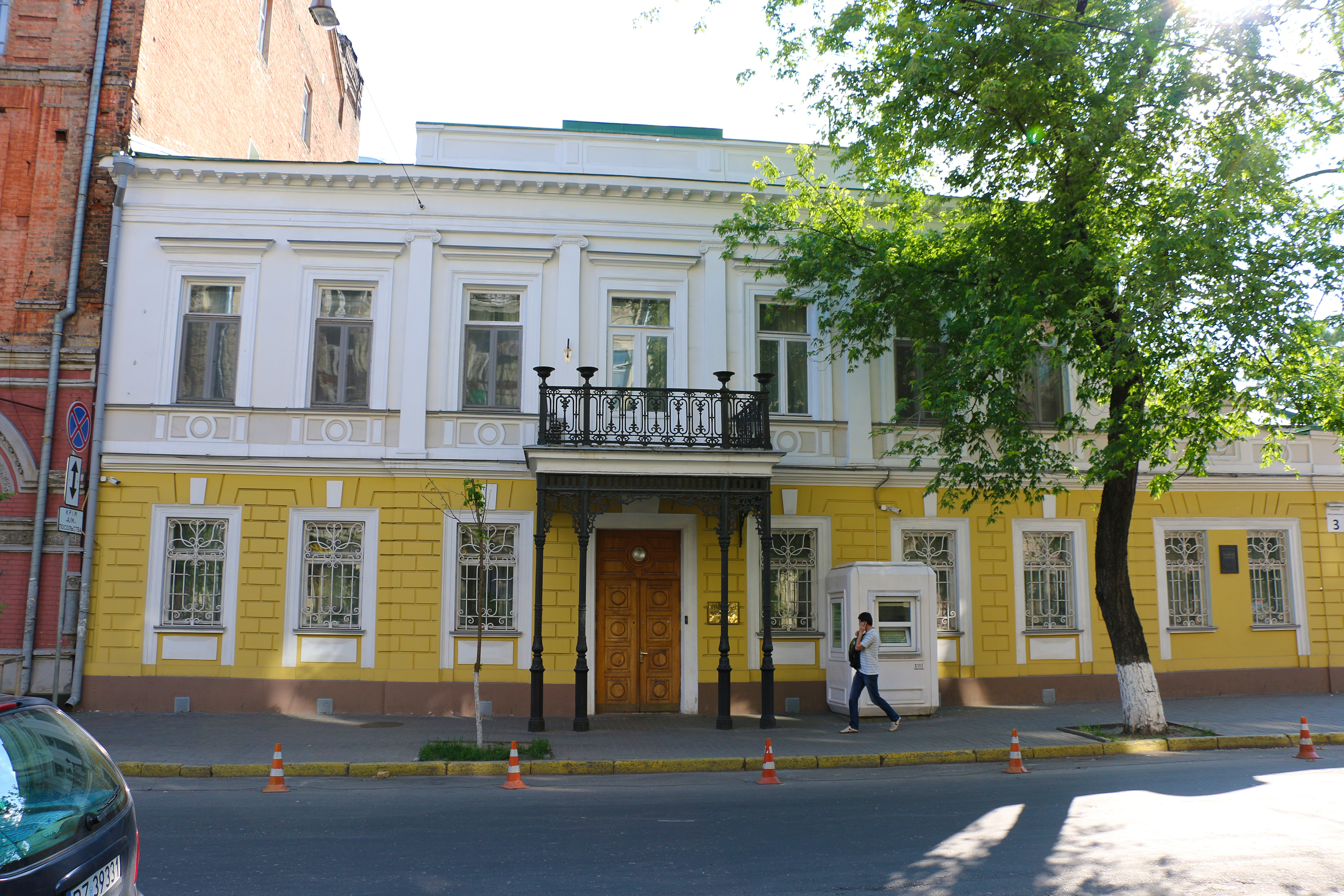
Nr. 3
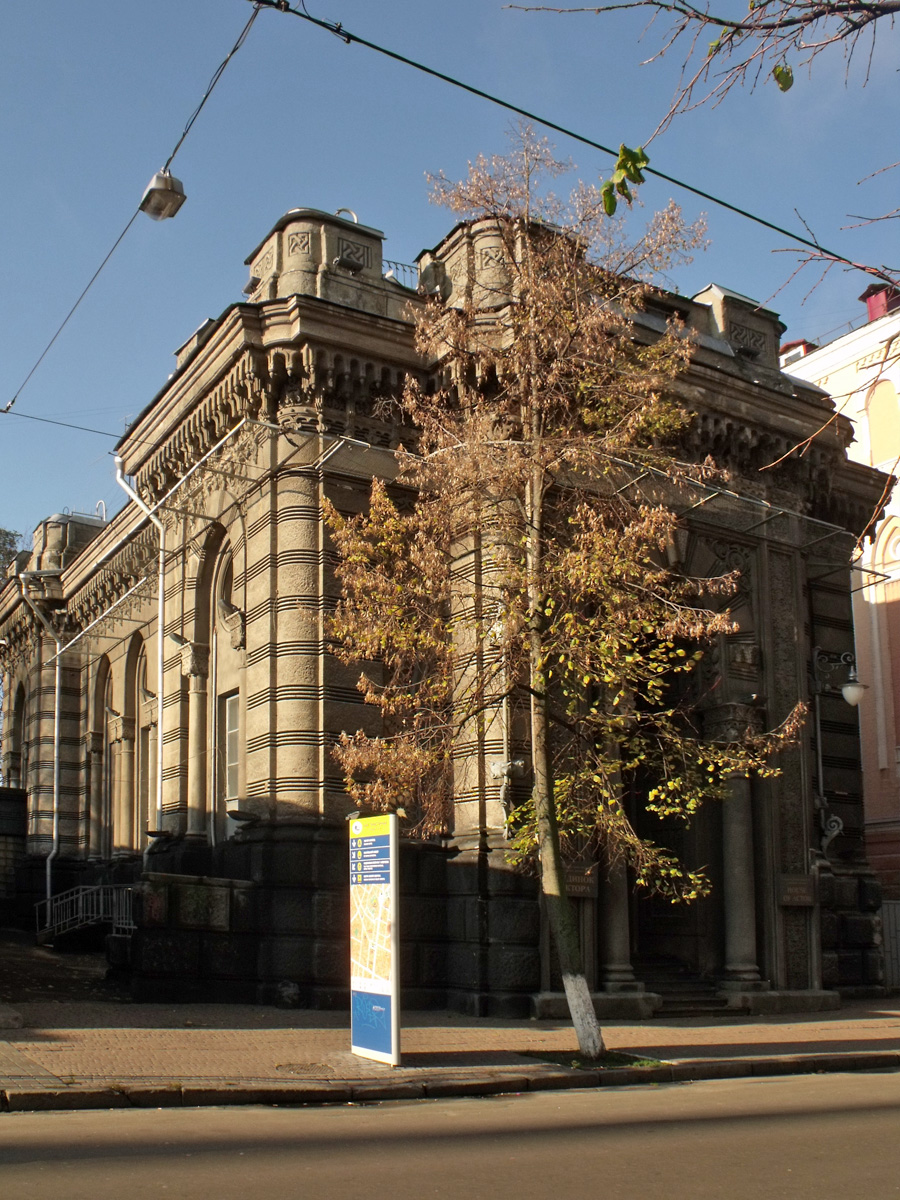
Nr. 7
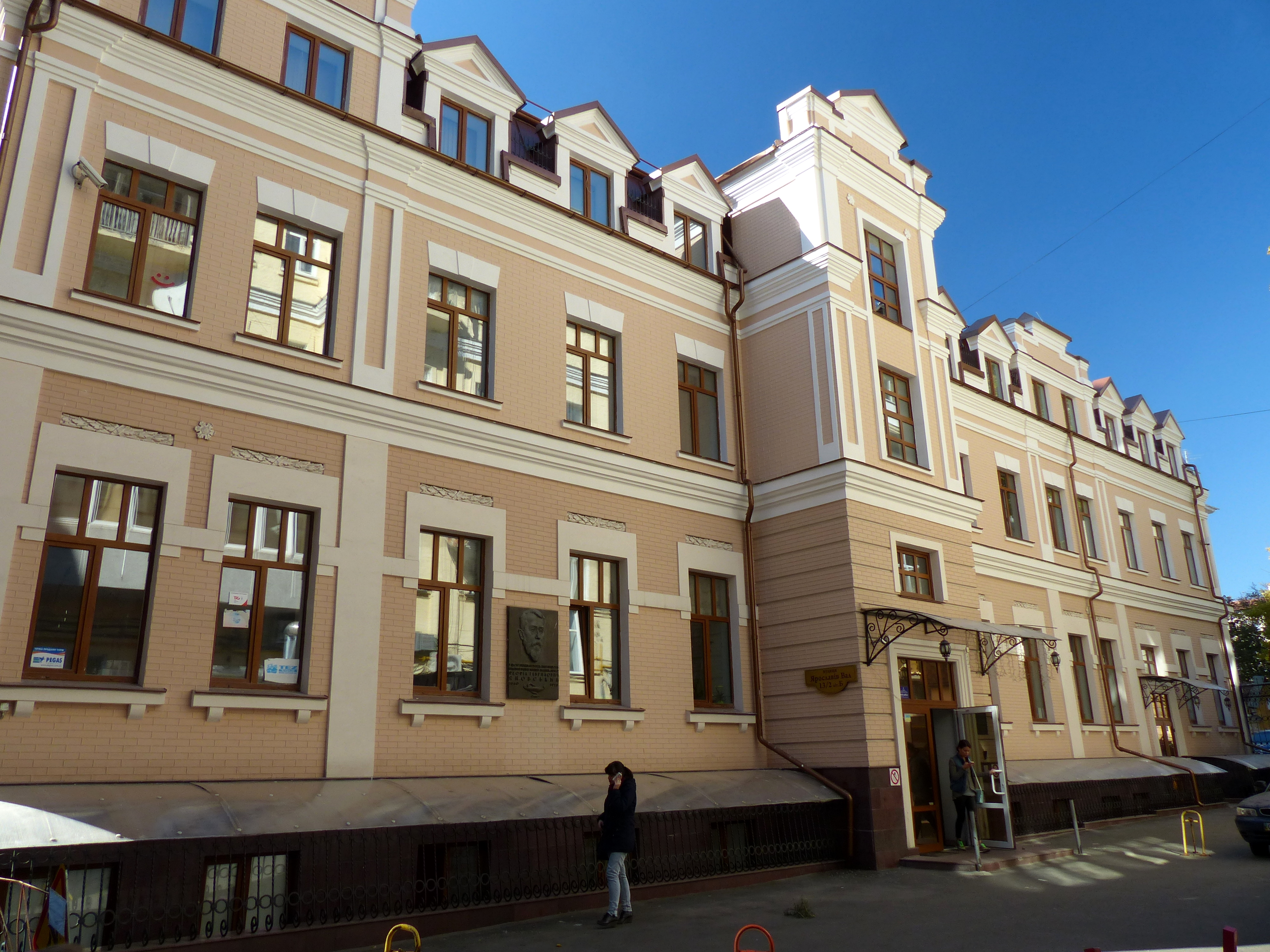
Nr. 13-B
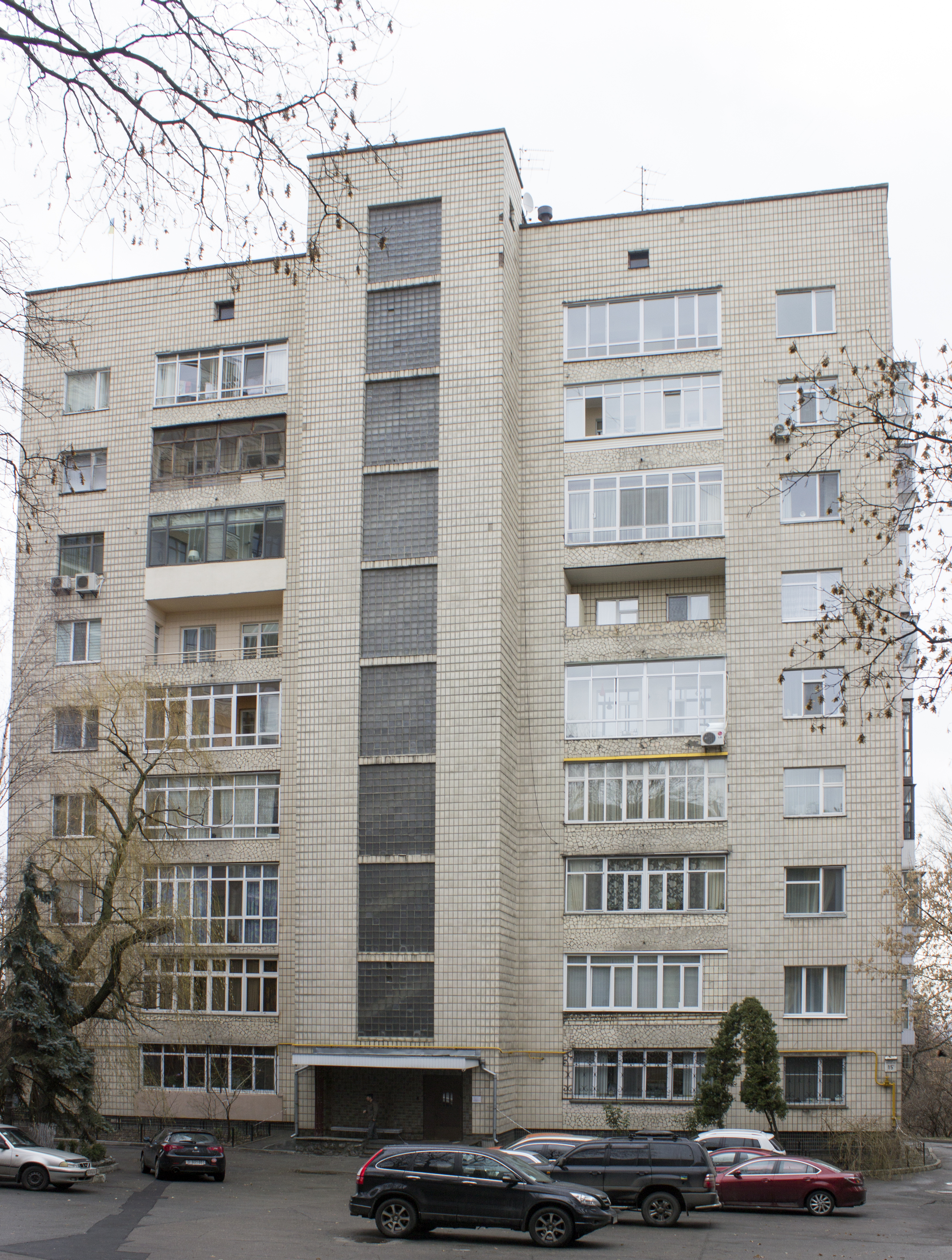
Nr. 15A
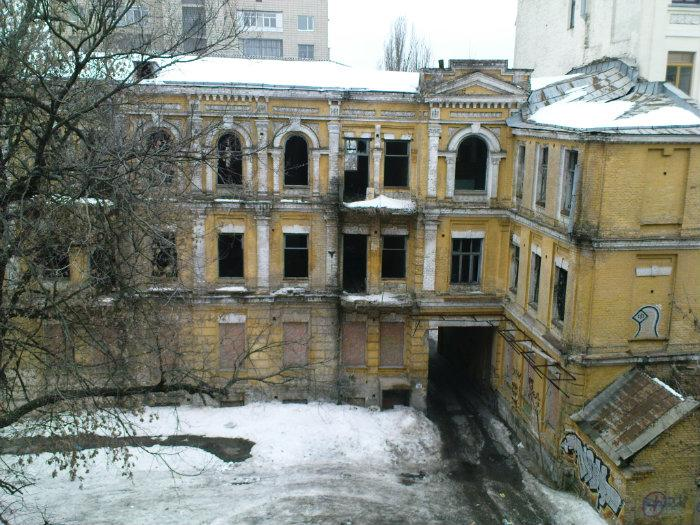
Nr. 15B
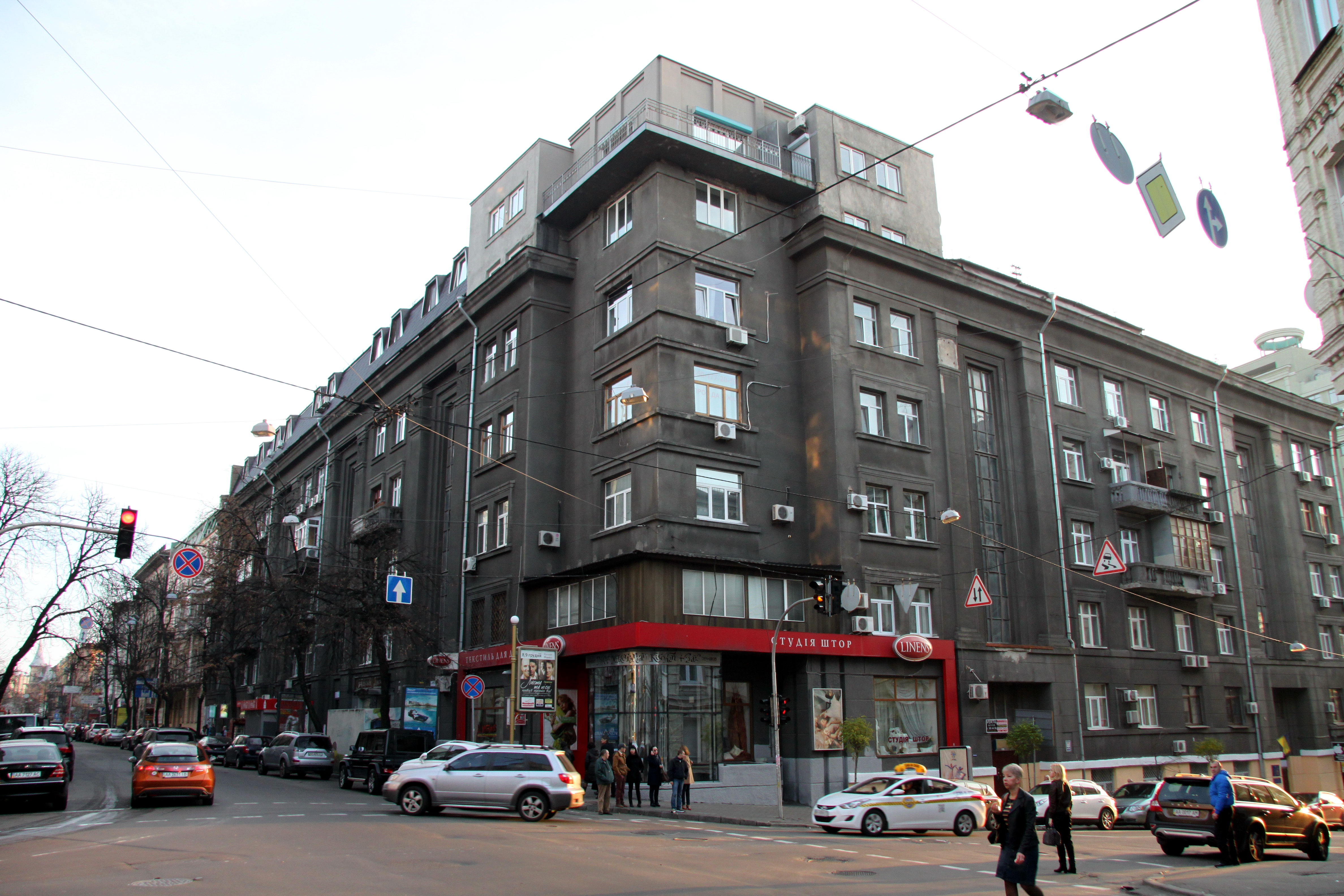
Nr. 19/31
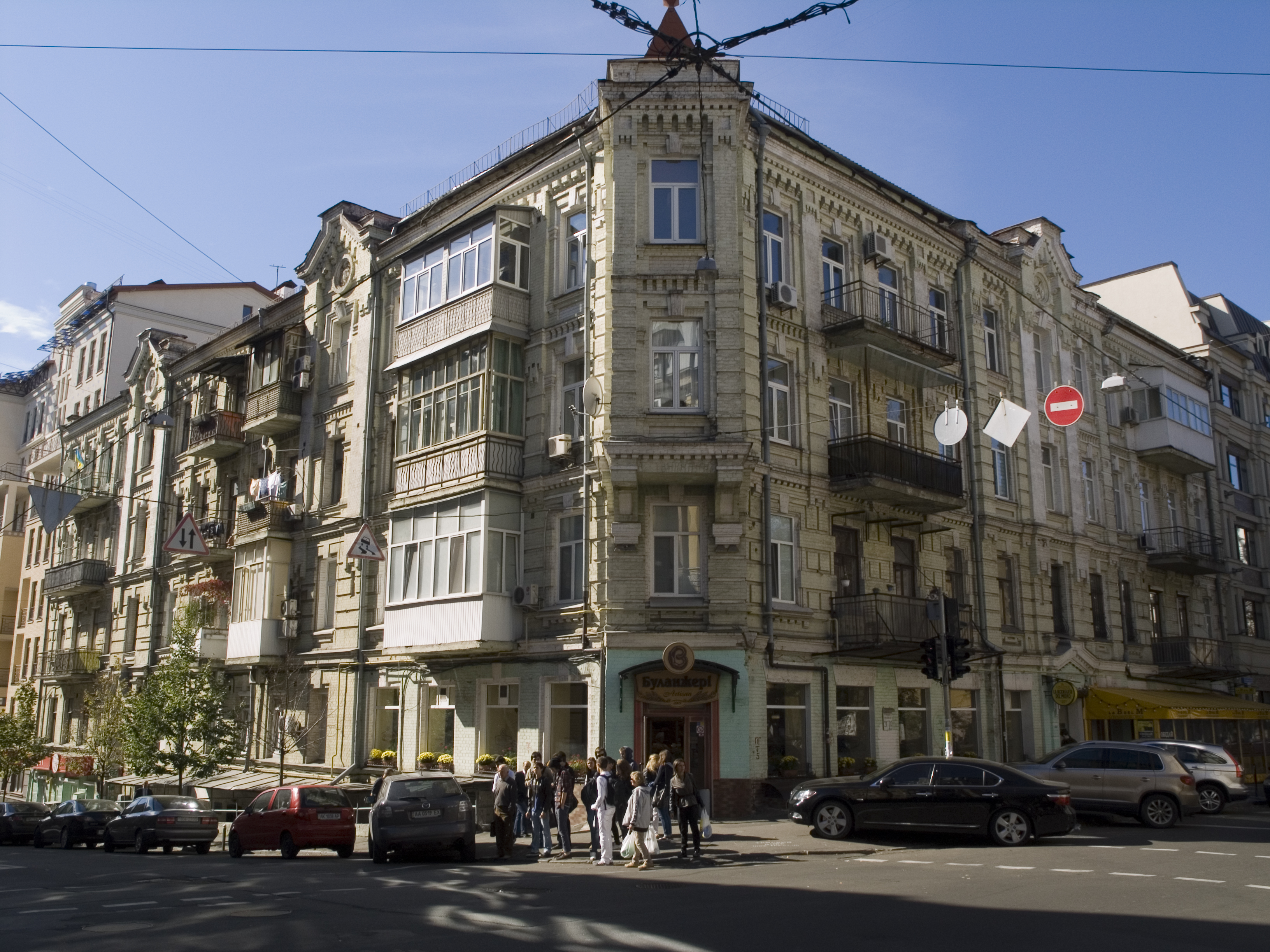
Nr. 21/20
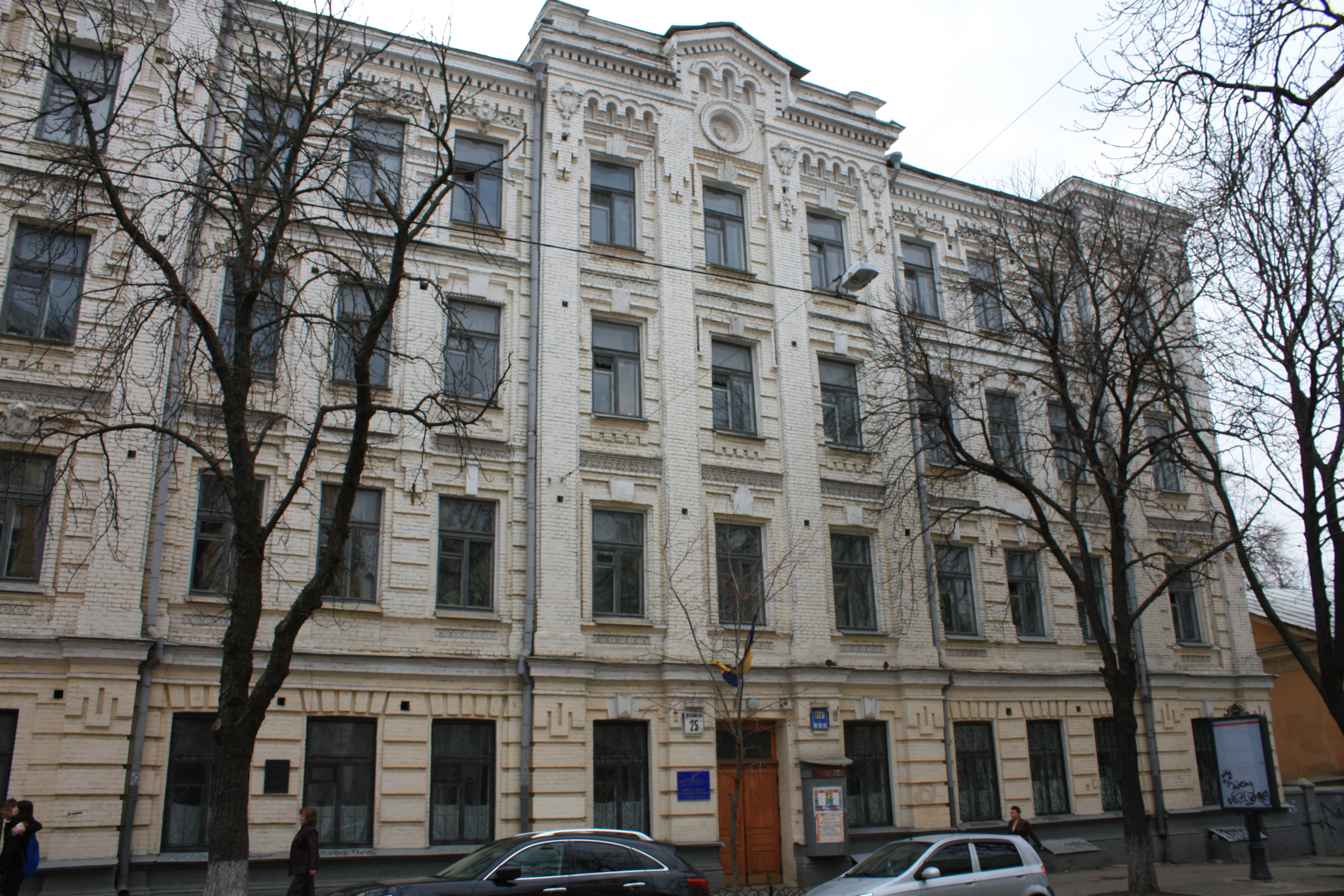
Nr. 25
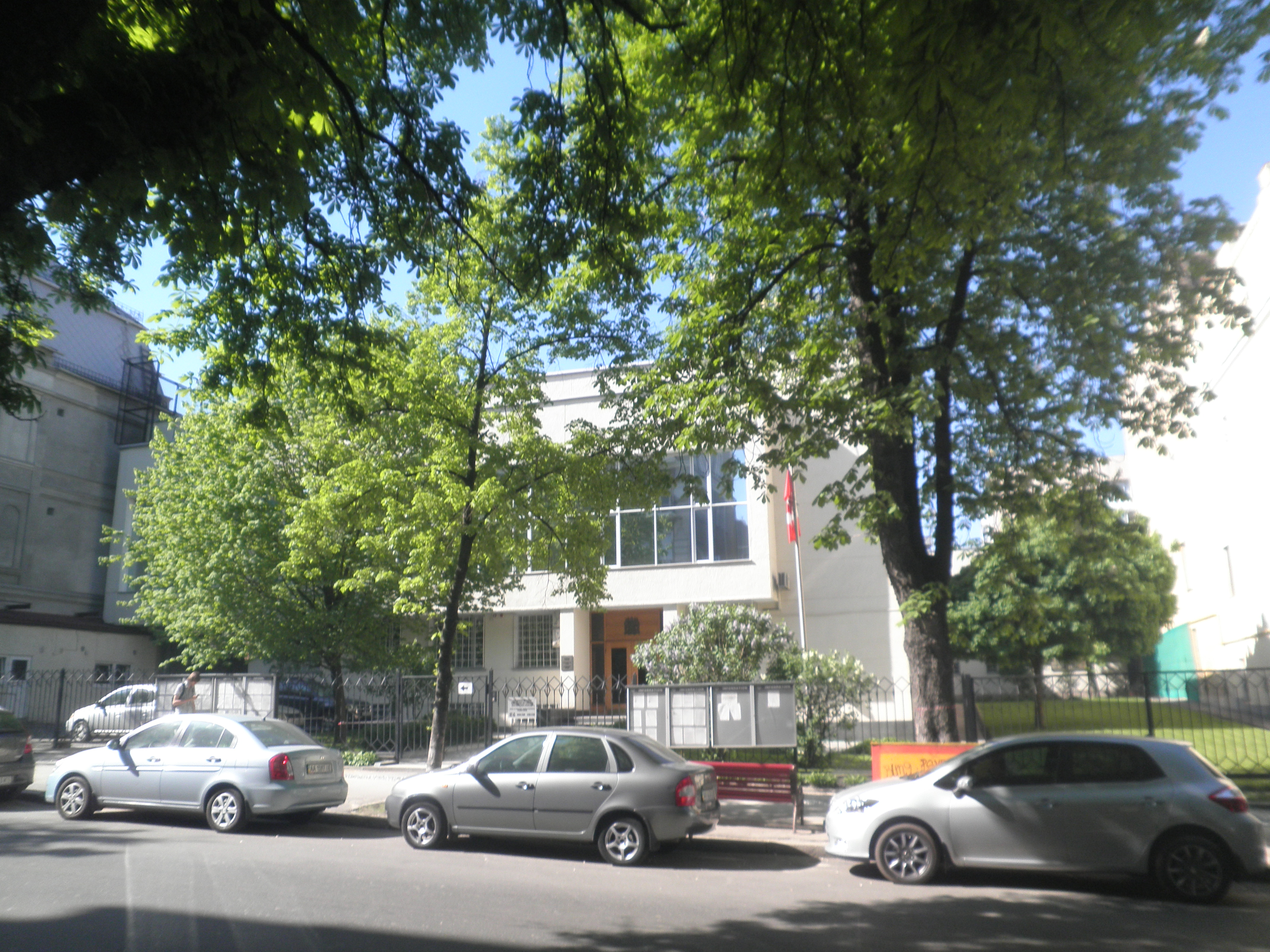
Nr. 31

#### Gerade Nummern
- Nr. 4: Mehrfamilienhaus, 1904, denkmalsgeschützt seit 1986[10]
- Nr. 12 Botschaft der Republik Polen, ehemals Generalkonsulat der DDR in der Ukrainischen SSR[11]
- Nr. 14 und 14a: Mehrfamilienhaus, 1911, Kiewer Akademische Werkstatt für Theaterkunst „Suzirya“, denkmalsgeschützt seit 1984/86[10]
- Nr. 16a: Wohnhaus, 1904, denkmalsgeschützt seit 1986[10]
- Nr. 22: Wohnhaus, 1883, 1900–1903, Hotel Radison SAS, denkmalsgeschützt seit 1986[10]
- Nr. 30/18: Mietshaus, 1874–1875, denkmalsgeschützt seit 1986[10]
- Nr. 32: Mietshaus, 1882, zeitweise Wohnsitz von Lessja Ukrainka, denkmalsgeschützt seit 1970[10]
- Nr. 32b: Botschaft Italiens in der Ukraine,
- Nr. 34: Botschaft der Slowakischen Republik in der Ukraine
- Nr. 34a: Botschaft der Tschechischen Republik in der Ukraine[12]
- Nr. 36: Mietshaus, 1887/1898, ab 1907 Sitz der  Ukrainischen Wissenschaftliche Gesellschaft, Gründungsort der Ukrainischen Akademie der Wissenschaften1918, Wohnsitz von Nikolai Serow, Ukrainische Zentrum kultureller Errungenschaften, denkmalsgeschützt seit 1998[10]
- Nr. 40: ehemalige städtische Grundschule, 1905–1907, 1941 Kaserne der 13. Artillerieschule,  Kiewer Theaterhochschule, denkmalsgeschützt seit 1986[10]

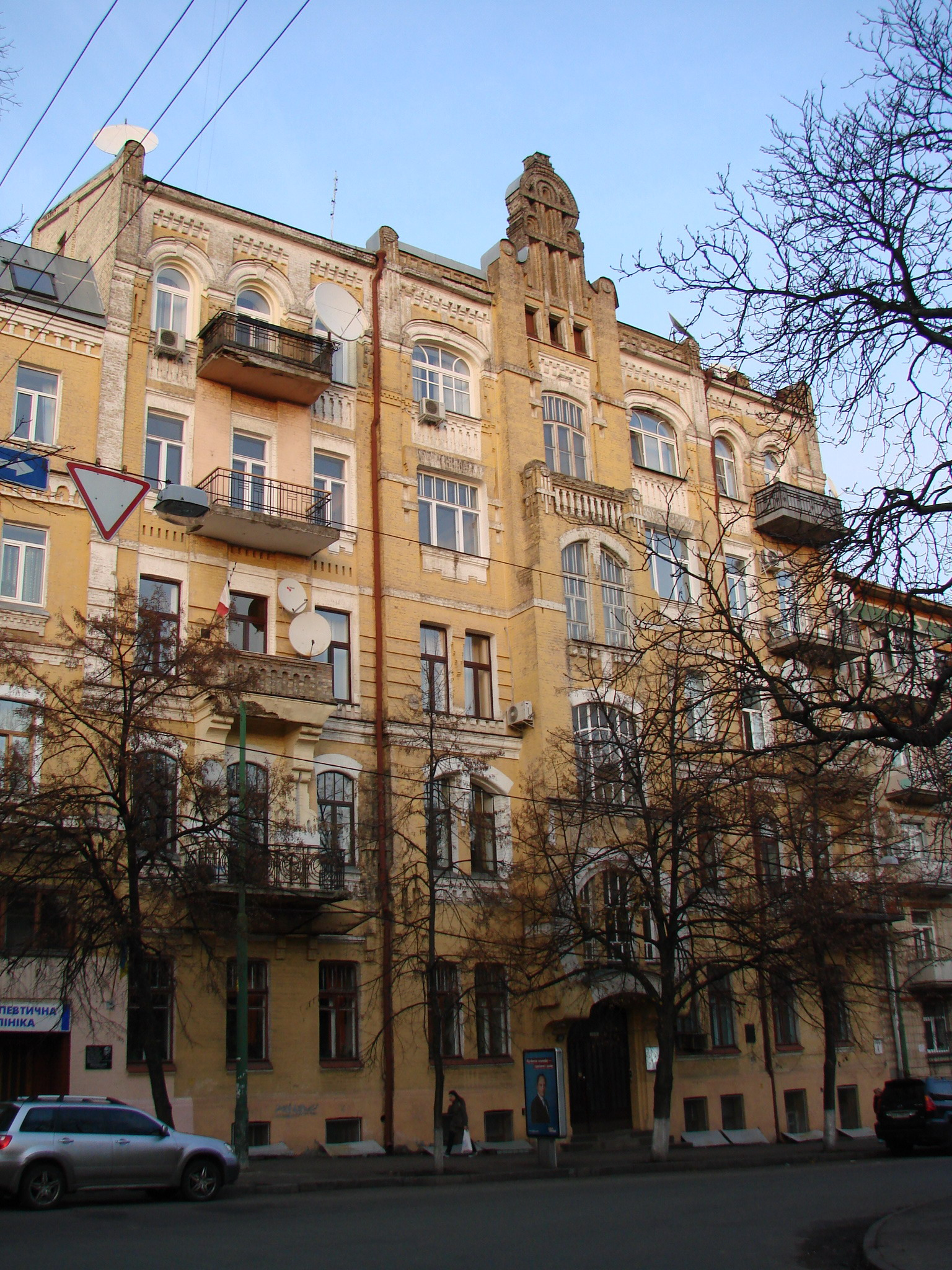
Nr. 4
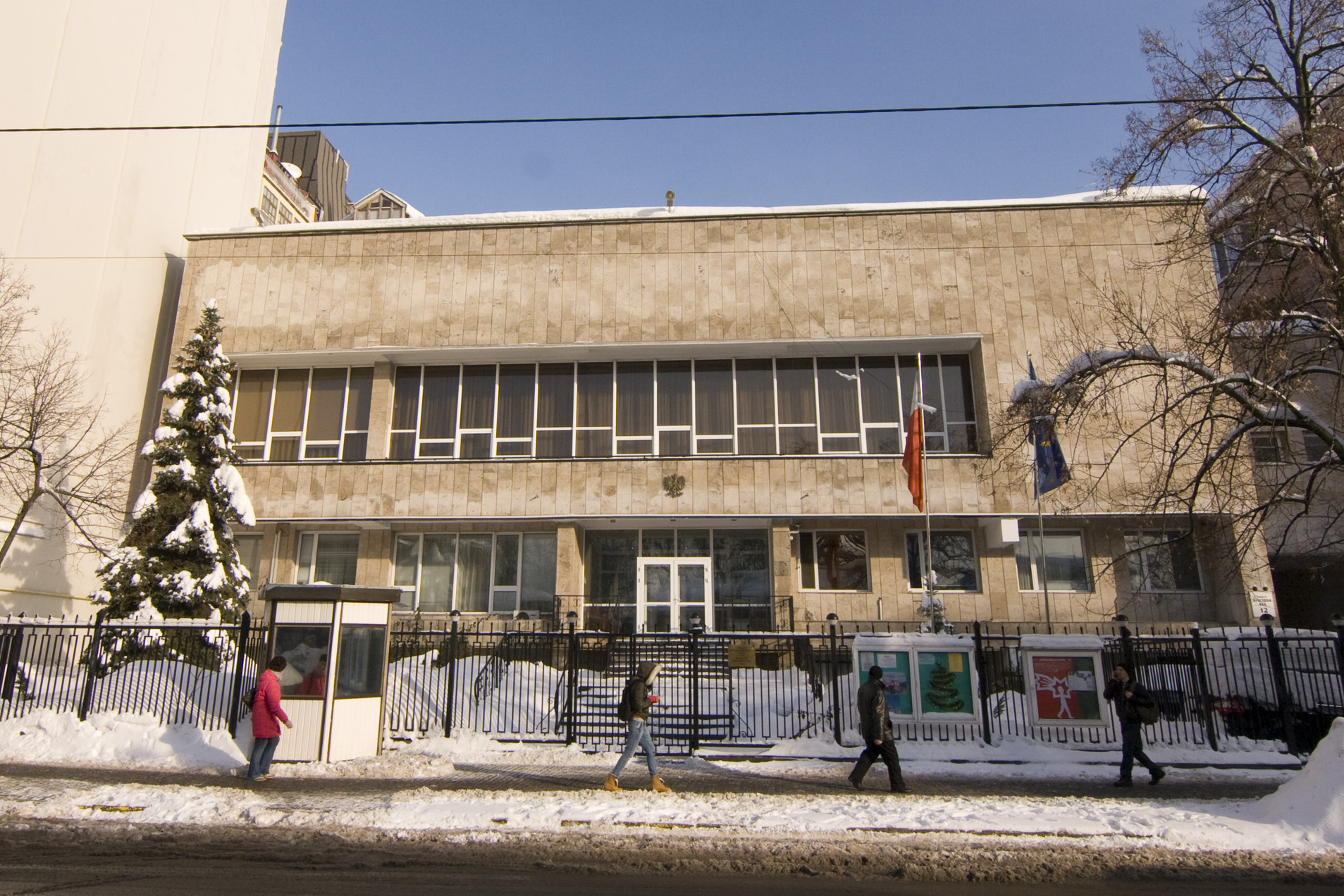
Nr. 12
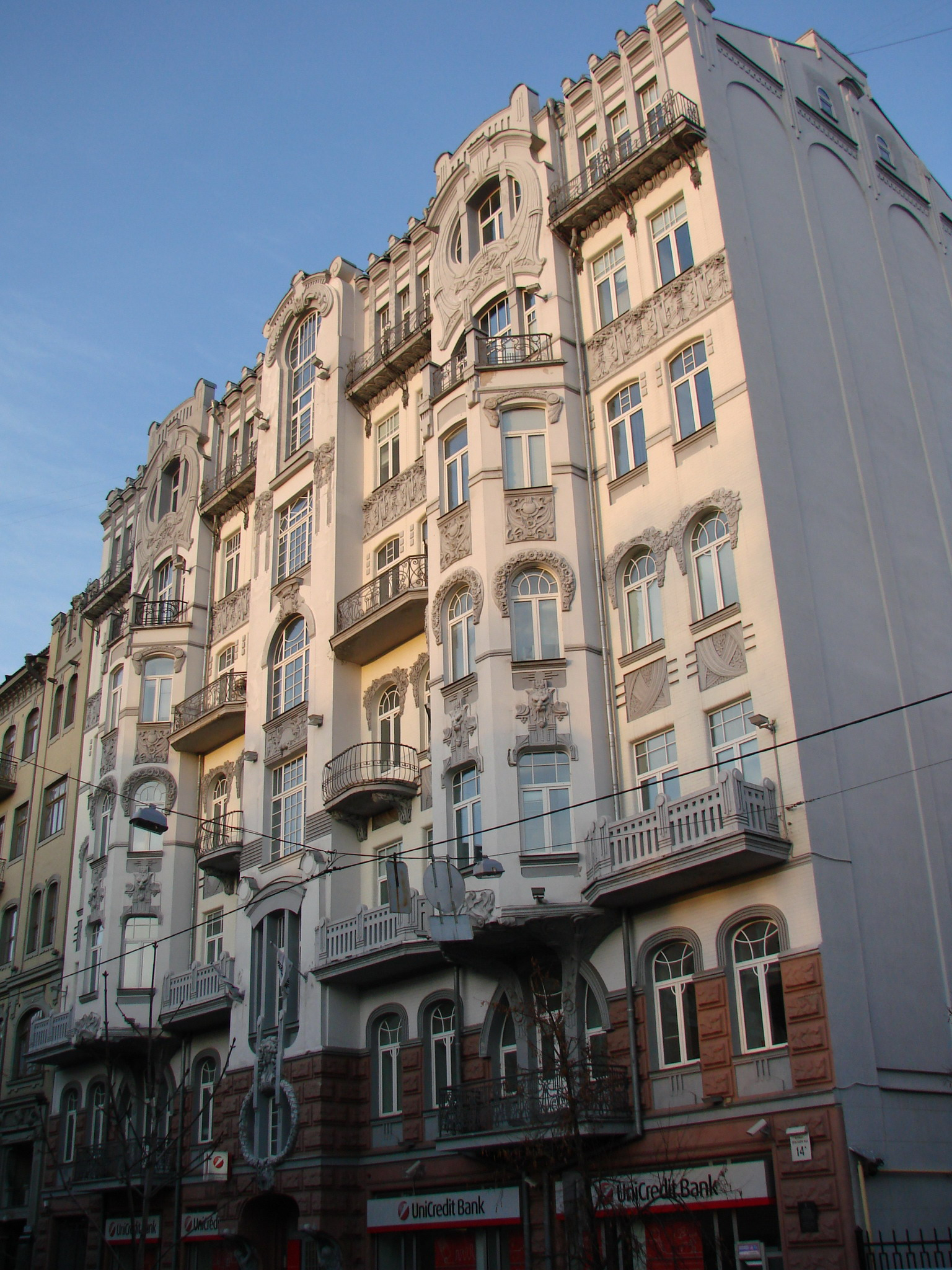
Nr. 14a
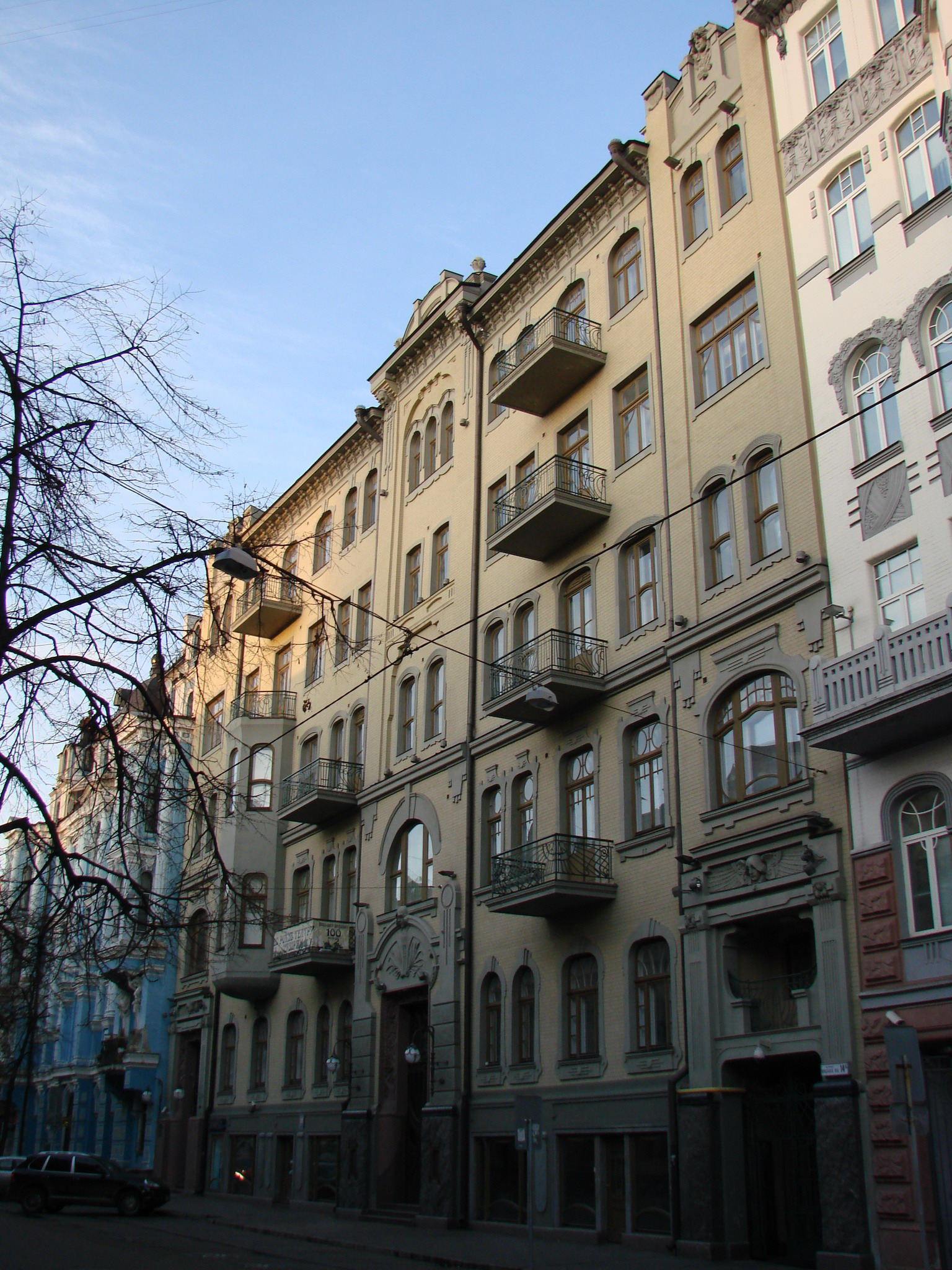
Nr 14b
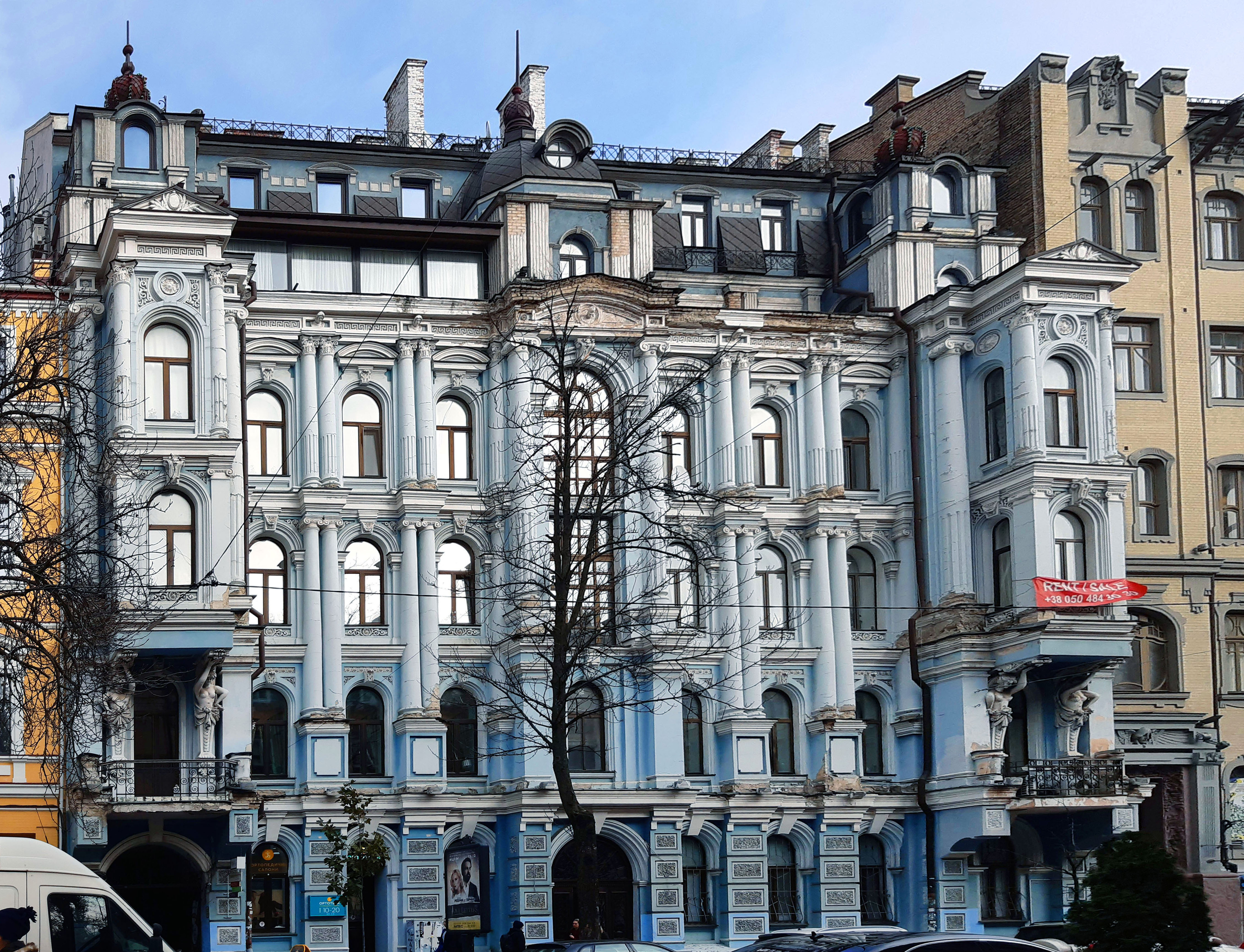
Nr. 16
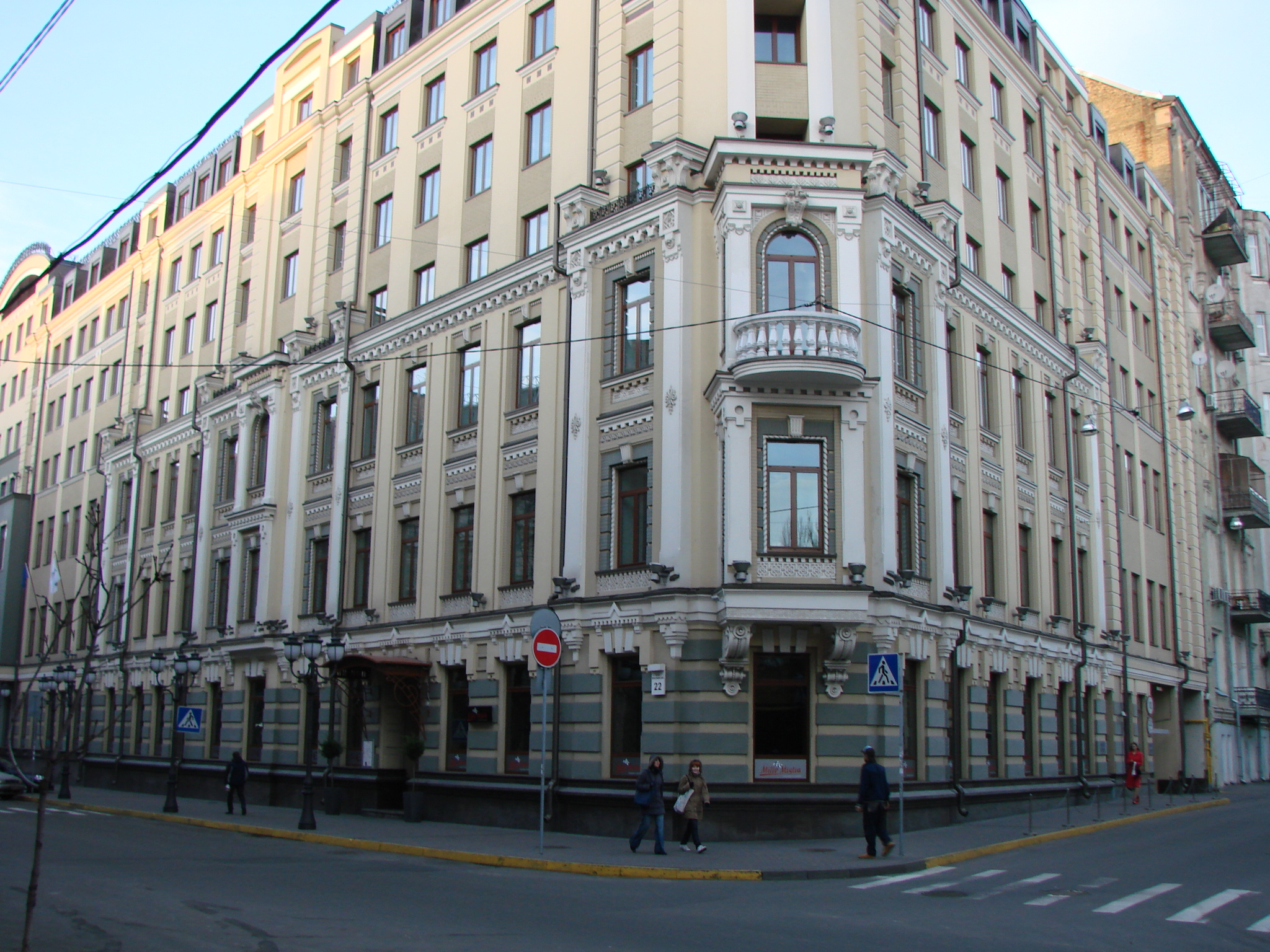
Nr. 22
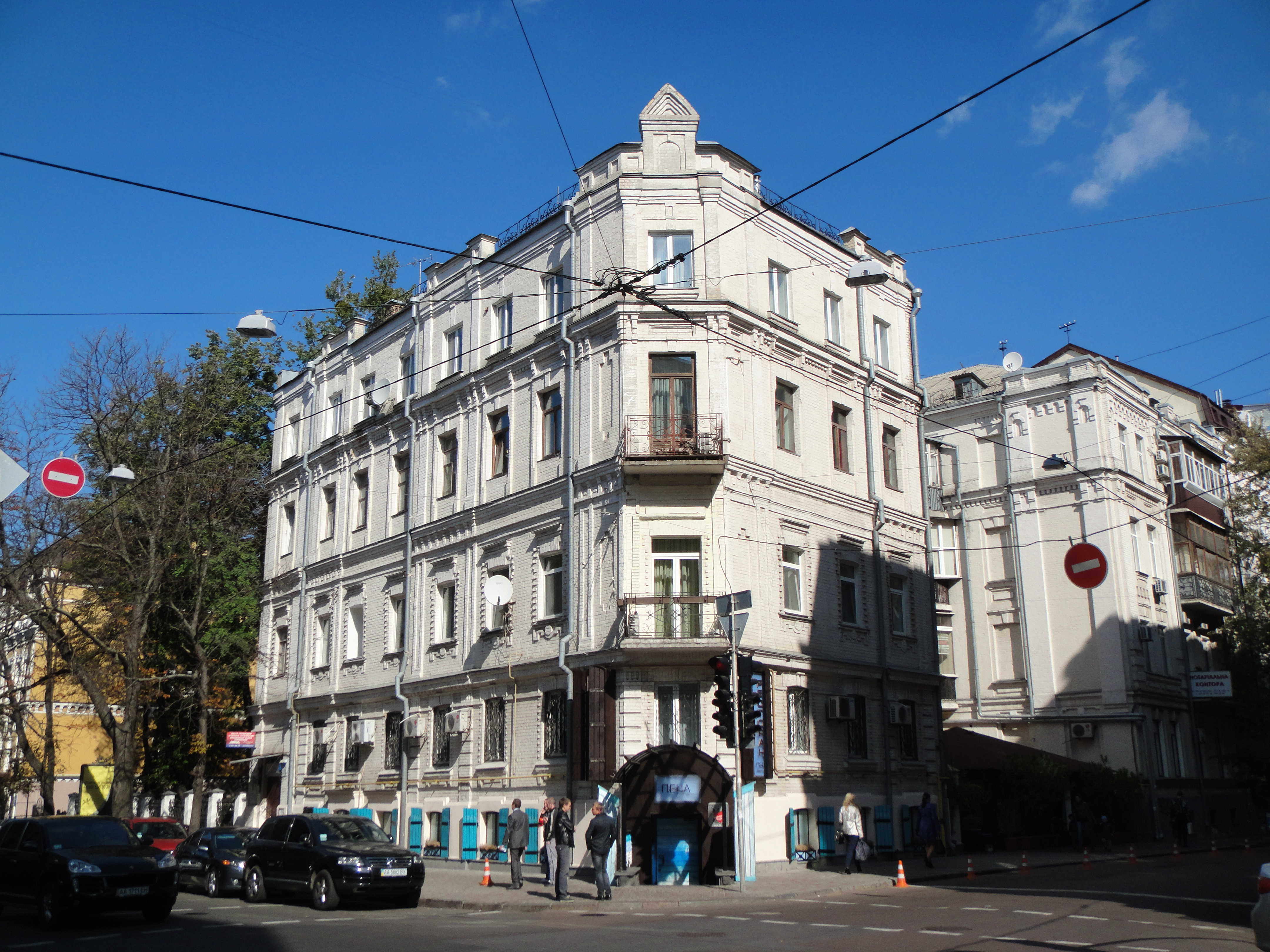
Nr. 30-18
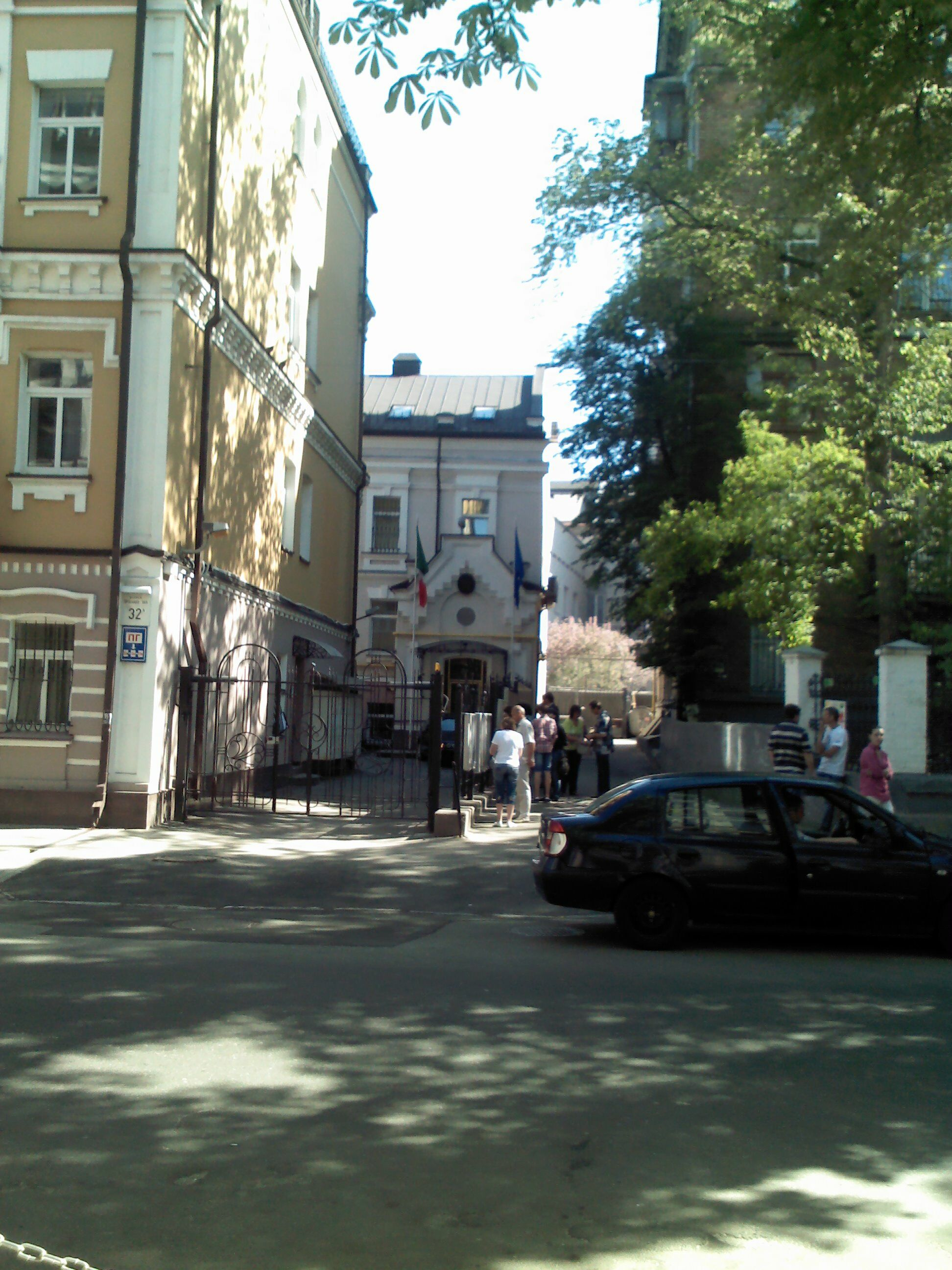
Nr. 32
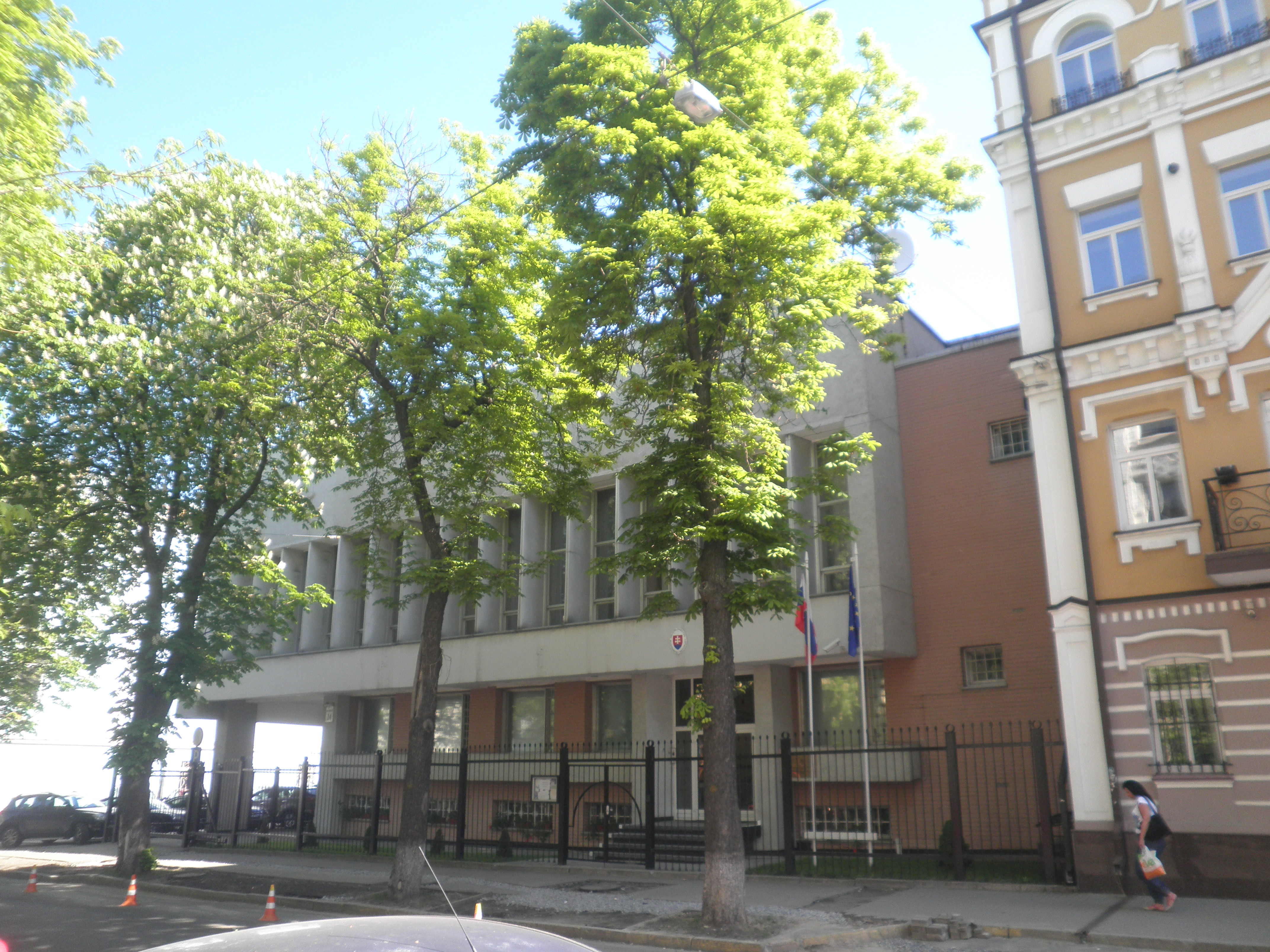
Nr. 34/34a[A 2]
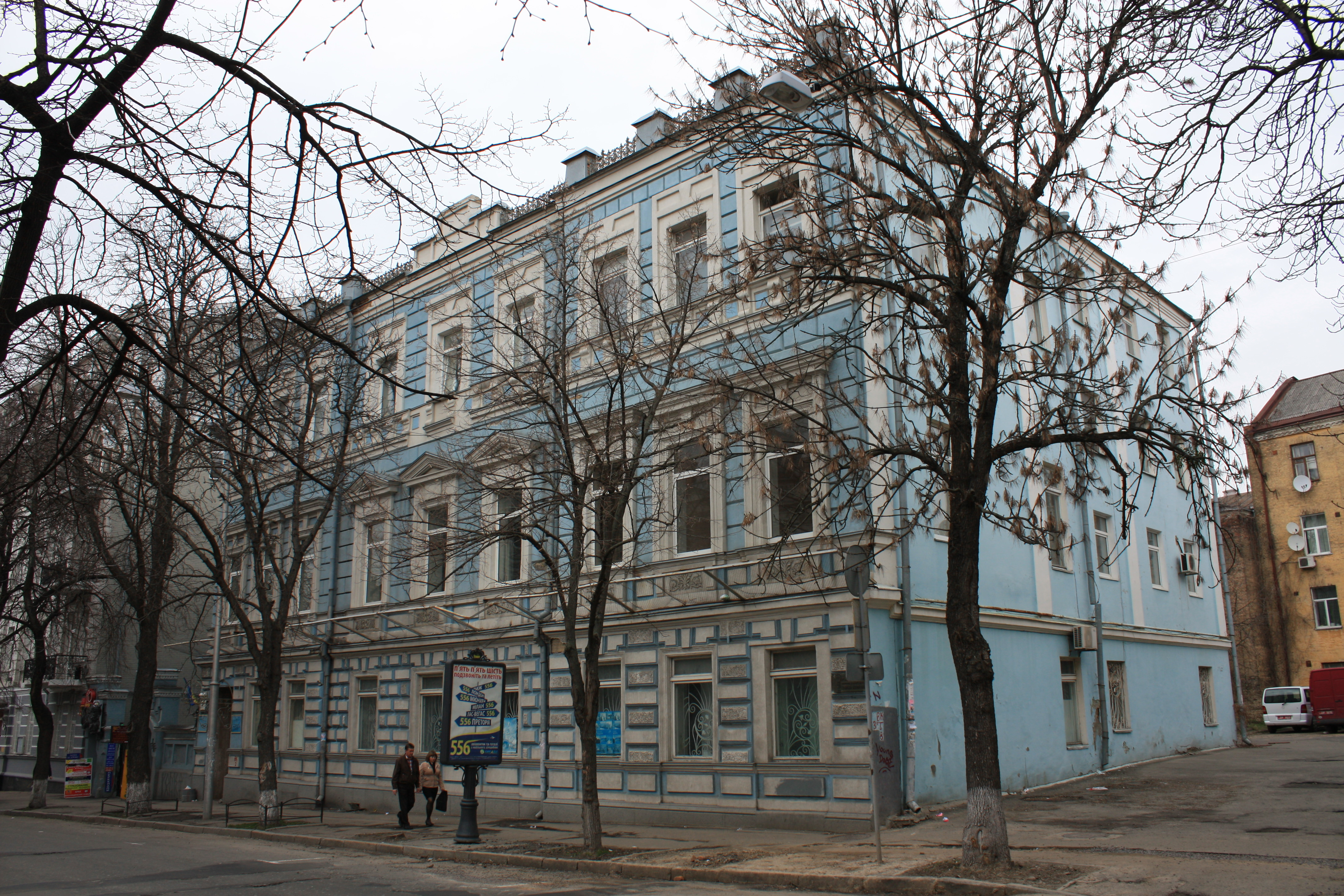
Nr. 36
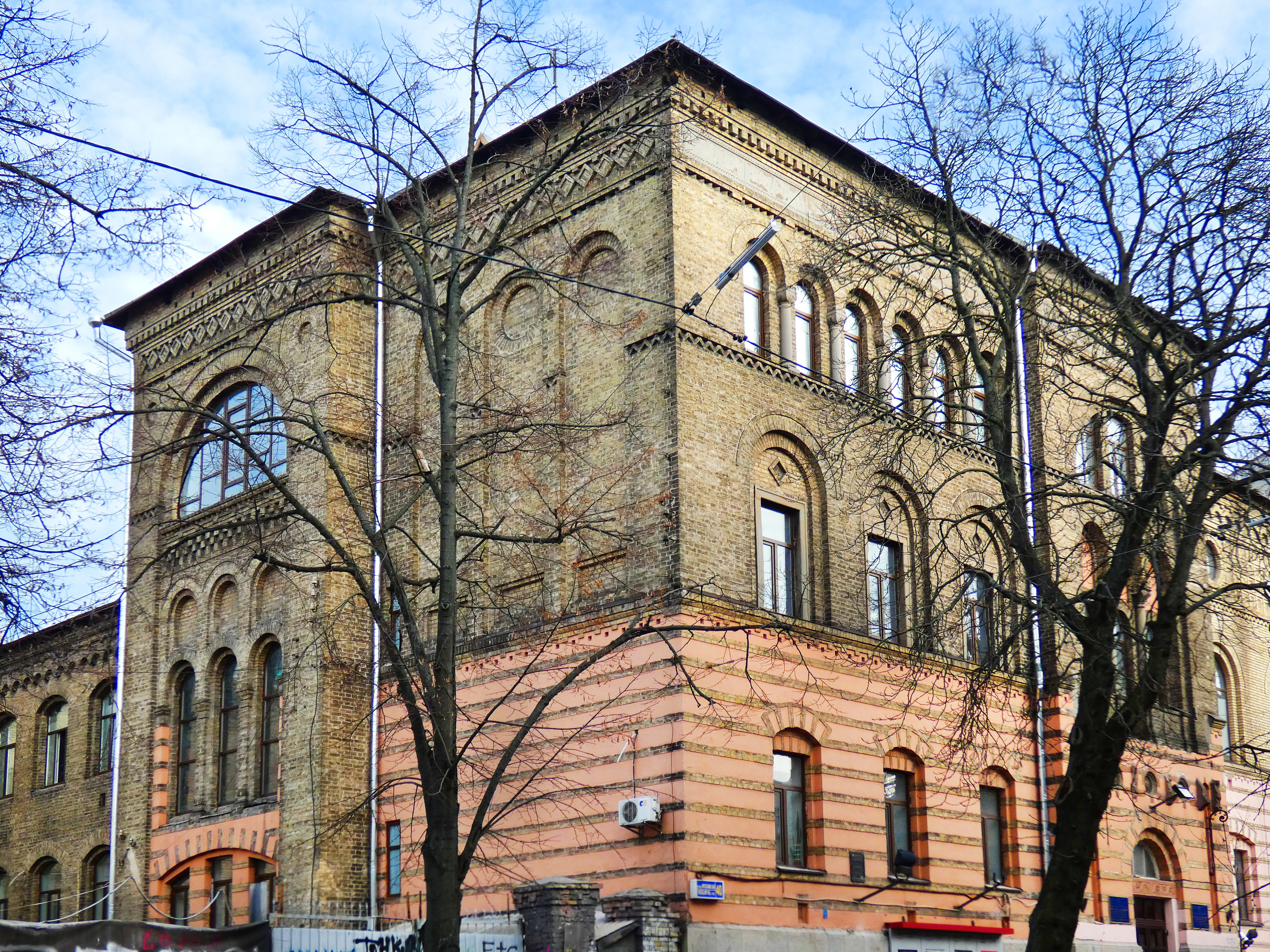
Nr. 40

## Verkehr

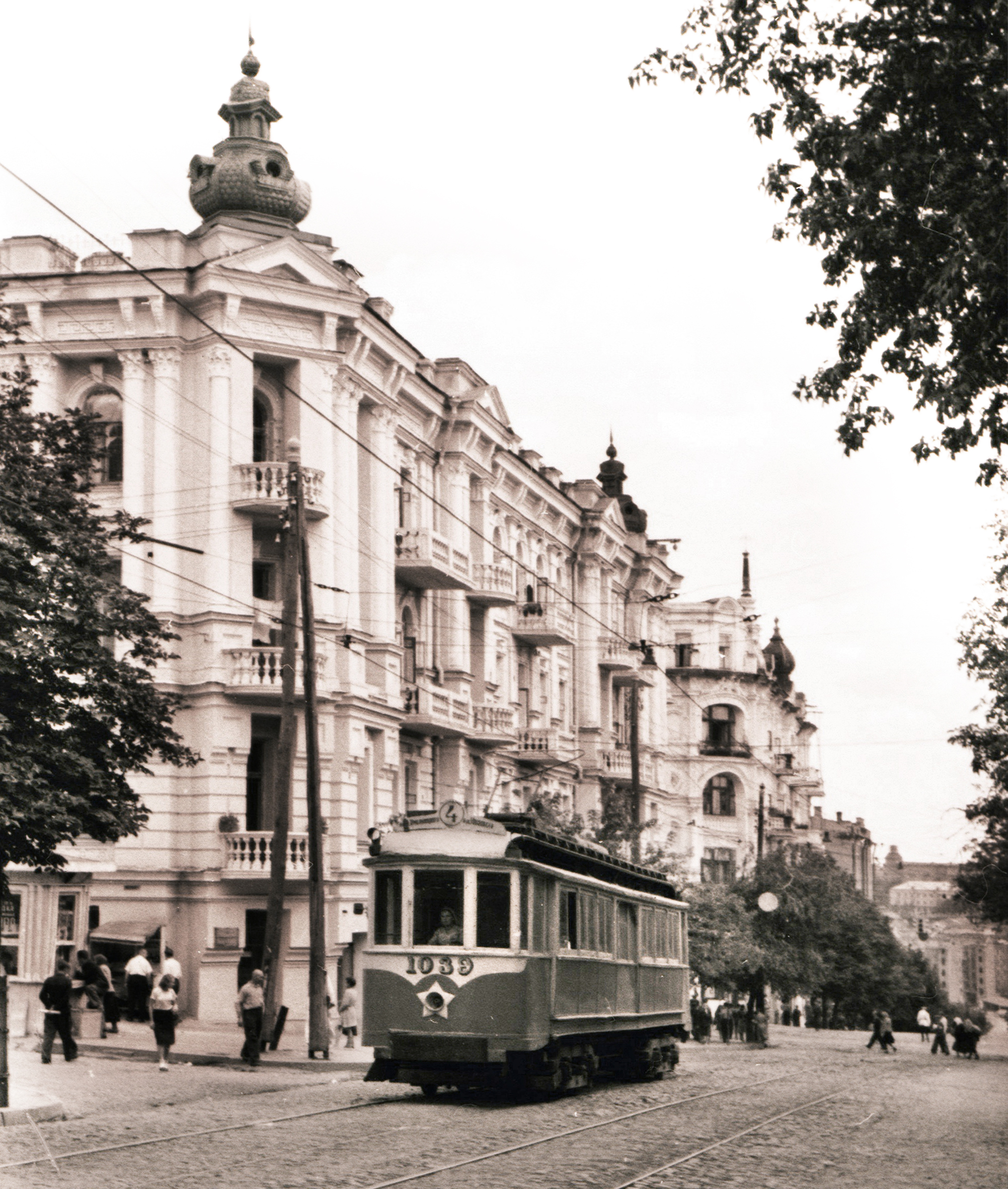
Pullmann-Wagen der Kiewer Straßenbahn am Jaroslawow Wal Nr. 2, 1930er Jahre

Die Straße wurde durch die Lwowskaja-Linie der Straßenbahn Kiew erschlossen, die vom Kreschtschatik zum Lwower Platz führte. Ursprünglich am 1. Juli 1892 als Pferdestraßenbahn eröffnet, erfolgte die Umstellung auf elektrischen Betrieb am 20. Juni 1895. Die als Lukjanowskaja-Linie bezeichnete Verlängerung zum Ljukanowski-Basar war ebenfalls am 1. Juli 1892 in Betrieb genommen worden. Beide Linien wurden am 21. September 1945 stillgelegt.
Ab dem 5. November 1960 verkehrte die Linie 20 des Kiewer Trolleybuses durch die Straße. Am 3. März wurde der Betrieb dieser Linie ersatzlos eingestellt.
Bis in die ersten Jahre des 21. Jahrhunderts verkehrte die Autobuslinie 71 durch die Straße; die Linie ist mittlerweile eingestellt. Gegenwärtig ist die Straße nicht an den öffentlichen Personennahverkehr angebunden.
Da die Station Lwower Platz der Metro Kiew nicht fertiggestellt wurde, ist der nächste U-Bahnhof die Station Goldenes Tor der Linie 3.